# 光畑真樹
光畑 真樹（こうはた まさき、1978年 - ）は、日本の実業家。クリエイティブディレクター、イベントプロデューサー、東京美人Project 総合プロデューサー、総合イベントプロデュースグループである株式会社グローバルプロデュース代表取締役。株式会社グローバルメタバース代表取締役社長。株式会社グローバルスタジオ取締役副社長。

## 人物
福岡県行橋市生まれ。大学卒業後、JTBグループでイベントプロデュースに従事。元より歴史好き（特に幕末）であった光畑は、30歳を過ぎた頃からその影響もあり、自分自身も何かやるべきと考えるに至り、仲間を集め、2012年4月に3人で株式会社グローバルプロデュースを創業。その後、イベント業界の専門家を集めたプロデューサー集団に育て上げ、国内外で年間200件（2024年現在）を超えるイベントを主催者のパートナーエージェントとして企画制作。光畑個人としては5000人から2万人規模の大型コンベンションのステージ演出を行う。企業が主催する数千人規模の社内イベントやPRイベントも数多く手掛けるが、主にインナーイベントが多い。日本国内のみならず海外でも事業展開を行う。
『ビジネスに革命を起こすトッププレゼンテーションの技術』(クロスメディア・パブリッシング)の著書がある。スティーブ・ジョブズのプレゼンテーション能力に傾倒し、iPhoneを例に挙げ、「聞いている人の意識や行動を変えることこそ、プレゼンが目指すべきものだ」と発言。プレゼンテーションの極意として、「相手のことを知る」「準備をする」「専門性を研ぎ澄ます」の3つを挙げている。
グローバルプロデュースでは、新型コロナ禍以降、オンラインイベントが主流になるにつれ、リアルイベントとは異なる利点が明確となったことで、オンラインイベント特有の構成や演出を構築。さらに2020年8月には20-40代の社会人333人にアンケート調査を実施し、社長や役員など経営層のプレゼンテーションについての結果を分析し、「社長のプレゼンテーション」の演出を見直した。現在は、リアルイベントとオンラインイベントのそれぞれの利点を生かして共存するイベント「ハイブリッドイベント」の要請も増え、この「ハイブリッドイベント」はイベントの主流になると考えている。
「プロジェクトに関わる全ての人の心をひとつにする」をスローガンに掲げ、「Bring Happiness in the world through events」を理念とする。2023年11月にはひろゆきと対談。
趣味は筋トレ、散歩、歴史オタク。オフィス内装のテーマを"インダストリアル感"とし、自分たちの好きなものを少しずつ集めた雑多さを大切にし、工場のような巨大な照明、剥き出しの配管や、飛行機の模型が飛ぶなど遊び心に満ちているという。

## 経歴
- 1978年 - 福岡県に生まれる[1]。
- 1999年 -  九州共立大学を卒業後、イベント業界へ[1]。
- 2005年 - JTBグループでイベントプロデュースに従事[5]。
- 2012年 - 4月、株式会社グローバルプロデュースを創業。大手アパレル会社の周年記念イベントを総合プロデュース。5000名を全国からパシフィコ横浜へ集客。大手メーカーの全社員イベント「All Conference」を総合プロデュース。15000名を全国から東京に集約させるなどの実績を出す [5][1]。
- 2017年 - 同社が売上15億のプロデュース集団となる[5]。
- 2019年 - 同社が売上20億円のプロデュース集団となる
- 2020年 - 2月、オンラインイベント『Live Convention』を企画設計。9ヶ月間で約50本の企業オンラインイベントをトータルサポート。
- 2023年 - 11月、FM軽井沢のひろゆきの行先未定スピンオフ企画「ひろゆきとビジネス対談」に出演[13]

## 関連人物
- ひろゆき - ひろゆきの行先未定スピンオフ企画「ひろゆきとビジネス対談」（FM軽井沢）にて対談。